# لمباخ
لمباخ (به فرانسوی: Lembach) یک کمون در فرانسه با جمعیت ۱٬۷۵۸ نفر است که در Canton of Wissembourg واقع شده‌است.